# بوب بندر
بوب بندر (بالإنجليزية: Bob Bender)‏ هو مدرب كرة سلة أمريكي، ولد في 28 أبريل 1957 في كوانتيكو في الولايات المتحدة.

## روابط خارجية
- بوب بندر على موقع كلية كرة السلة في سبورتس رفرنس.كوم (الإنجليزية)
- بوب بندر على موقع سبورتس رفرنس (الإنجليزية)
- بوب بندر على موقع كلية كرة السلة في سبورتس رفرنس.كوم (الإنجليزية)